# Océan de lait

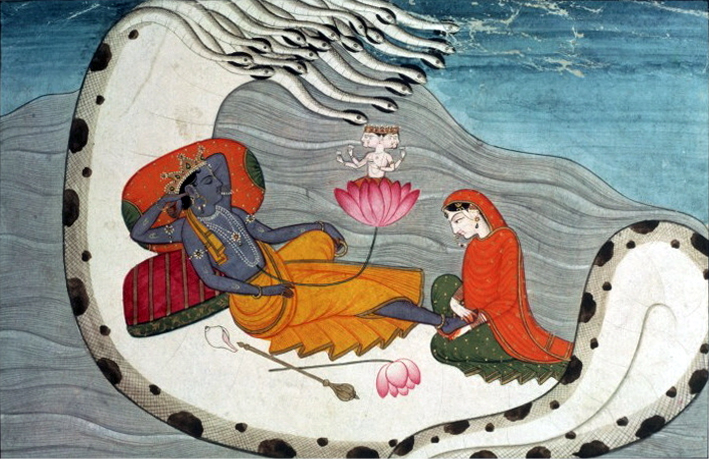
Vishnu et Lakshmi sur Adishesha - Océan de lait (Peinture Pahari (style École de Kangra) réalisée vers 1870).

L'Océan de lait appelé aussi Mer de lait (du sanskrit: kṣīroda ou kṣīrasāgara) est un lieu de la cosmologie de l'hindouisme. Il est un des sept océans qui peuplent les lokas ou lieux ayant une direction dans cette cosmologie. Il est célèbre pour l'épisode dénommé barattage de la mer de lait. C'est aussi le nom de l'océan sur lequel Vishnu, allongé sur le serpent gigantesque nommé Adishesha se repose entre deux créations du monde.